# Толстянка пирамидальная
Толстянка пирамидальная (лат. Crassula pyramidalis) — вид суккулентных растений рода Толстянка (Crassula) семейства Толстянковые (Crassulaceae), аборигенный вид территории Капской провинции Южно-Африканской Республики.

## Этимология
Родовое латинское название Crassula произошло от латинского слова crassus, что означает «толстый», в связи с наличием сочных листьев у представителей рода.
Видовой латинский эпитет pyramidalis происходит от лат. pyramidal — «пирамидальный».

## Описание
Растение характеризуется прямостоячим или, в редких случаях, извилисто-полегающим стеблем, достигающим высоты до 25 см. Листья расположены супротивно, имеют угловато-яйцевидную форму, создавая четырёхугольные столбики. Цветки объединены в плотные верхушечные головки, трубчатые, окрашены в белый или кремовый цвет, а их лепестки имеют длину от 8 до 11 мм, иногда с намёком на красный оттенок.
Разнообразие толстянки пирамидальной наилучшим образом проиллюстрировано описанием двух крайних форм, встречающихся к западу от Свартберга (горная цепь в Южно-Африканской Республике). Однако природа этого разнообразия не позволяет придать им таксономический статус, поскольку диапазон изменчивости популяции к востоку от Свартберга является весьма обширным. Первая форма представляет собой растения дугообразной формы, длиной 20–40 мм, не разветвленные, образующие столбик диаметром до 18 мм. Чешуйки имеют форму Т-образной лопатки, и в одном плодолистике содержится до 14 семязачатков. Вторая форма, длиной 80–120 мм, обычно сильно разветвлённая, образует столбик диаметром до 11 мм. Чешуйки у неё имеют клиновидную головку, и в одном плодолистике находится всего 8–10 семязачатков.

## Распространение и экология
Толстянка пирамидальная обитает на гравийных склонах, в расщелинах и на мелкой почве, чаще всего на северной или северо-восточной стороне, предпочитая места, где преобладает песчаник. Она также встречается на гравийных равнинах и пологих склонах, часто с тонким слоем почвы, а также может обустраивать своё пространство на каменных тротуарах.

## Таксономия

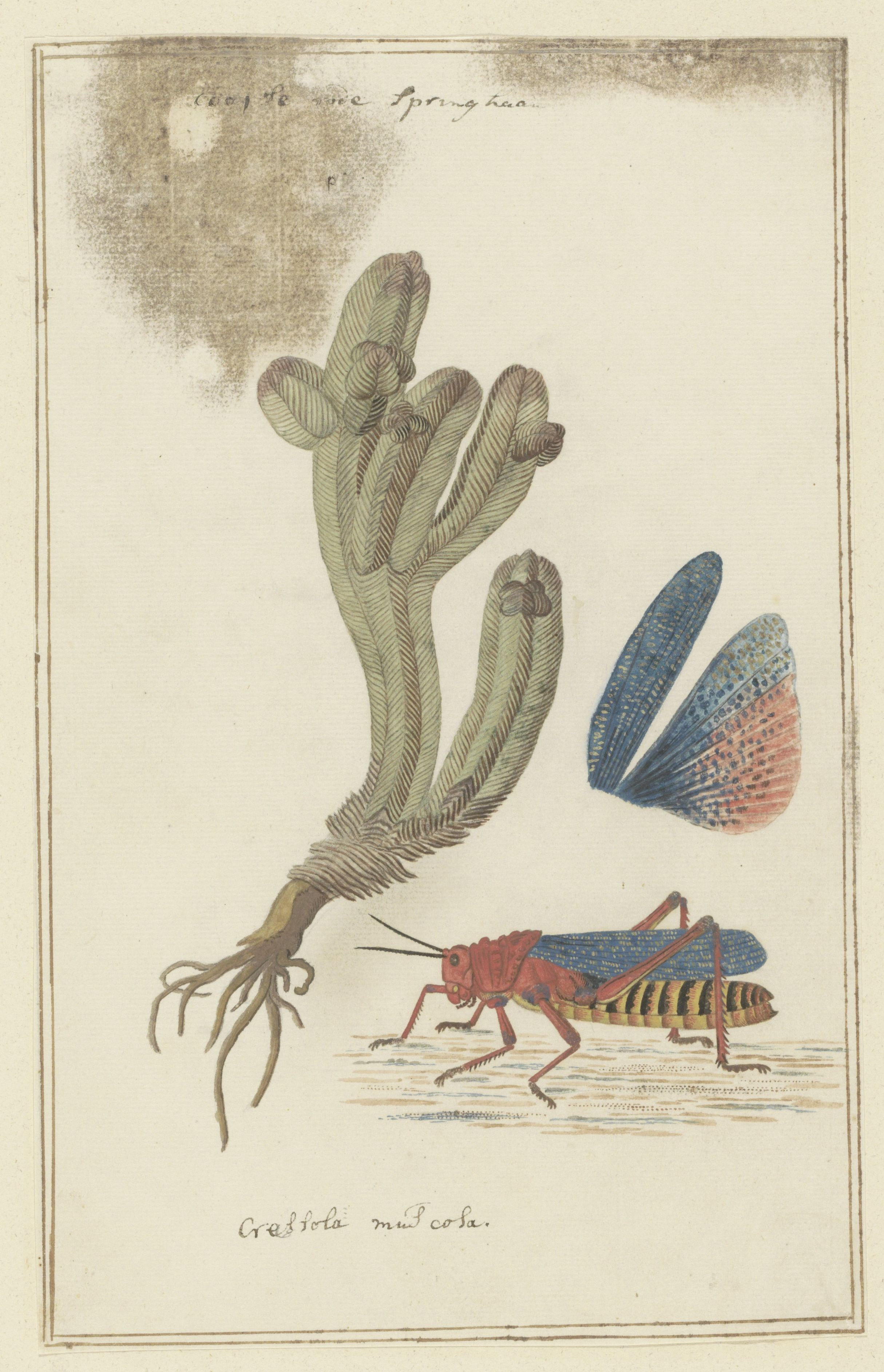
Ботаническая иллюстрация

Crassula pyramidalis Thunb., Nova Acta Phys.-Med. Acad. Caes. Leop.-Carol. Nat. Cur. 6: 329 (1778).

### Синонимы
Гомотипные (основанные на одном и том же номенклатурном типе):
- Purgosea pyramidalis (Thunb.) G.Don (1834)

Гетеротипные (основанные на разных номенклатурных типах):
- Crassula archeri Compton (1931)
- Crassula cylindrica Schönland (1929)
- Crassula quadrangula (Eckl. & Zeyh.) Endl. (1843)
- Tetraphyle pyramidalis Eckl. & Zeyh. (1837)
- Tetraphyle pyramidalis var. archeri (Compton) P.V.Heath (1993)
- Tetraphyle pyramidalis var. cylindrica (Schönland) P.V.Heath (1993)
- Tetraphyle pyramidalis var. quadrangula (Eckl. & Zeyh.) P.V.Heath (1993)
- Tetraphyle quadrangula Eckl. & Zeyh. (1837)

## Примечание
1. ↑  Illustrated Handbook of Succulent Plants: Crassulaceae / под ред. U. Eggli — 2003. — С. 70. — ([[:d:Q58120458|]])
2. 1 2  Crassula pyramidalis thunb. (англ.). Plants of the World Online (POWO). Kew Science. Дата обращения: 31 октября 2022. Архивировано 1 октября 2022 года.
3. 1 2  Urs Eggli, Leonard E. Newton. Etymological dictionary of succulent plant names. — Berlin Heidelberg: Springer, 2004. — 266 с. — ISBN 978-3-540-00489-9.
4. 1 2 3  Crassula pyramidalis (англ.). WFO Plant List. Дата обращения: 10 ноября 2023. Архивировано 10 ноября 2023 года.
5. 1 2  Crassula pyramidalis thunb. (англ.). Plants of the World Online. Kew Science. Дата обращения: 10 ноября 2023. Архивировано 1 октября 2022 года.